# Reserva natural Lazovski
La reserva natural Lazovski (en ruso: Лазовский заповедник, romanizado: Lazovskiy zapavyednik), también conocida como  Lazovsky, es un zapovédnik ruso (reserva natural estricta) situado en las laderas sureste de la cordillera de Sijoté-Alín, hasta la costa del mar del Japón, en el raión de Lazovski del krai de Primorie en el Lejano Oriente ruso, a unos 150 km al este de Vladivostok.
La reserva está cubierta de bosques en un 95 %, con la mayor cantidad de tejos en el Lejano Oriente ruso, y ha sido objeto de estudio científico desde el siglo XIX por sus ricas comunidades de plantas y animales que se encuentran en la transición de las zonas marítimas a las montañas en un clima templado y bosque lluvioso. La reserva contiene más especies que cualquier otra reserva en el Lejano Oriente ruso, y el 60 % de las especies en la región se encuentran en esta reserva. Está gestionado conjuntamente con el parque nacional Zov Tigra, situado a unos 50 km al noroeste, fue creada en 1935 y cubre un área de 120 989 ha (467,1 mi²).

## Topografía

La reserva natural Lazovski al SO y el parque nacional Zov Tigra al NE.

La reserva está delimitada por los valles de los ríos Kyevka y Tchornaya, que fluyen desde la cordillera que corre a lo largo de la frontera noroeste, hasta el mar al este. Aproximadamente 50 km del territorio son costas en el Mar del Japón, con carácter rocoso y acantilados que alcanzan los 100 metros sobre el agua. Los límites también contienen dos pequeñas islas boscosas, Petrov y Belzov. La altitud promedio es de 500 a 700 pies, con los picos más altos a 1400 metros. Las pendientes son empinadas, típicamente del 20 al 25 %. Hay pocos lagos y los ríos generalmente no son navegables. Los ríos y arroyos son importantes zonas de desove del salmón.

## Ecorregión y clima
La reserva de Ussuri se encuentra en la ecorregión de bosques latifoliados y mixtos de Ussuri. Esta ecorregión está centrada alrededor del río Ussuri en la cuenca media del río Amur en la ladera oeste de las montañas Sijoté-Alín.  A diferencia de la mayoría de las ecorregiones de bosques templados, los niveles de biodiversidad y endemismo son altos en esta ecorregión debido a la proximidad de múltiples zonas climáticas y la variedad de terrenos. La ecorregión se caracteriza por especies mixtas de hoja ancha como el fresno de Manchuria (Fraxinus mandschurica) y el olmo de Manchuria (Ulmus laciniata) en las tierras bajas y bosques de pino coreano (Pinus koraiensis) y de hoja ancha en las elevaciones medias y abetos y piceas hasta los niveles subalpinos.
El clima característico de la reserva es clima continental húmedo, con veranos fríos (clasificación climática de Köppen (Dwb)), con un invierno seco. Este clima se caracteriza por grandes diferencias estacionales de temperatura y un verano cálido (al menos cuatro meses con un promedio de más de 10 °C (50,0 °F), pero ningún mes con un promedio de más de 22 °C (71,6 °F), e inviernos fríos con una precipitación mensual inferior a una décima parte del mes de verano más lluvioso. La precipitación varía según la ubicación, oscilando entre 500 y 1000 mm/año. El verano y el otoño son la temporada de lluvias. La extensión norte de la reserva tiene un clima más continental, mientras que en la extensión sur el clima es más marítimo.

## Flora y fauna

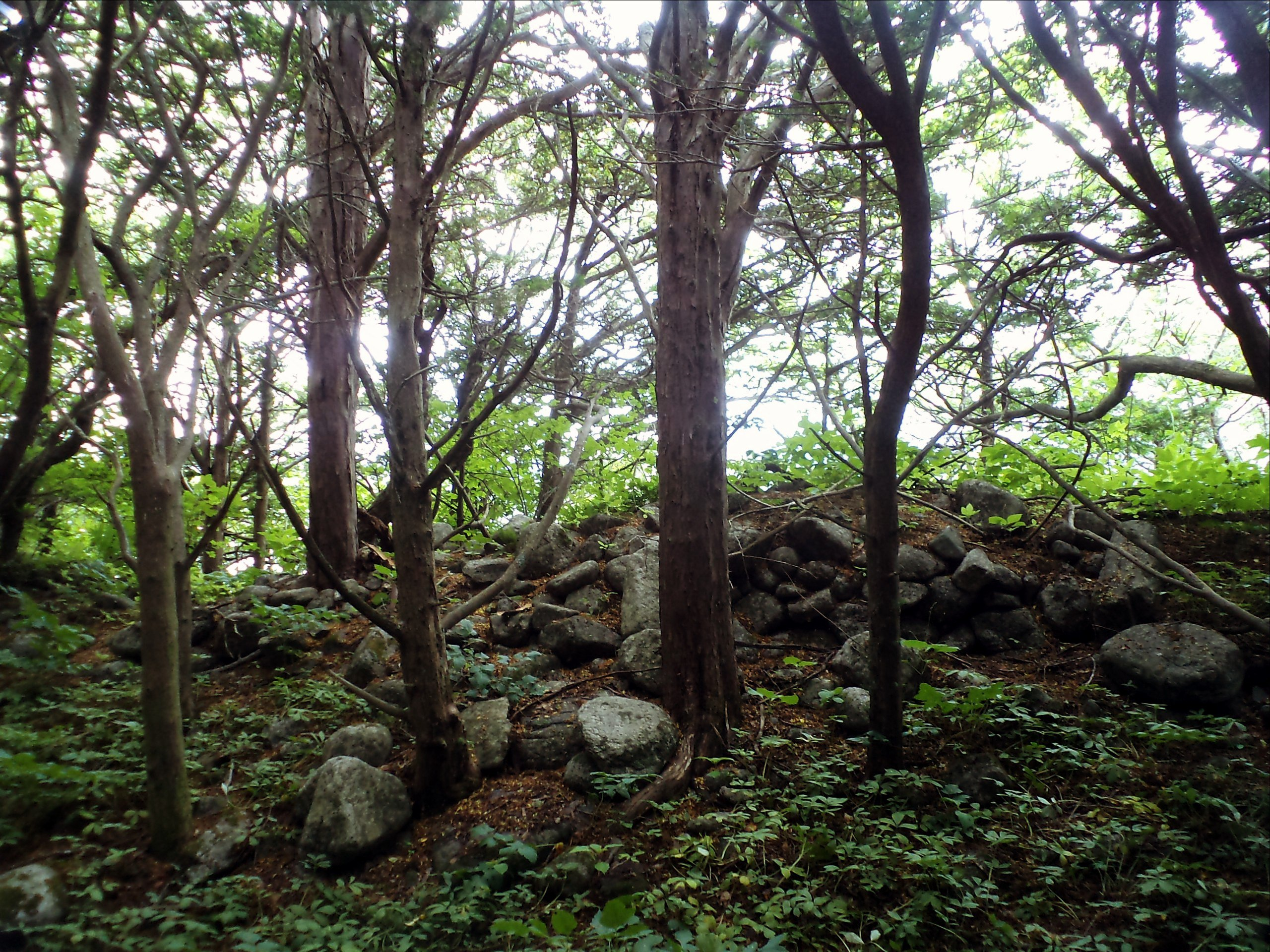
Paisaje boscoso típico de la reserva

La reserva tiene tres zonas de bosque de altitud: bosque latifoliado de roble en su mayoría en los niveles inferiores, bosques mixtos de pinos y latifoliados en elevaciones medias y taiga oscura (bosques de coníferas) por encima de los 1100 metros en los niveles subalpinos. Partes de la reserva han escapado a la tala comercial y tienen rodales de árboles maduros. En la zona de bosque mixto, a las especies dominantes de pino y roble se suman más de 60 especies. El sotobosque suele ser denso matorral de avellanos, lespedeza, rosales y viburnum. Los científicos de la reserva han registrado 1284 especies de plantas vasculares, 285 especies de musgos, 685 especies de algas, 407 de líquenes y 1189 de hongos. De estas especies, 168 son endémicas o raras.
Las aves están especialmente bien representadas, con 344 especies registradas y 140 especies que crían en la reserva. Entre los mamíferos que se pueden encontrar en la reserva hay cinco especies de animales que figuran en el Libro Rojo de especies en peligro de extinción, incluido el tigre siberiano (en la reserva hay unos veinte ejemplares).

## Ecoturismo
Como reserva natural estricta, la reserva Lazovski está en su mayor parte cerrada al público en general, aunque los científicos y aquellos visitantes con fines de «educación ambiental» pueden hacer arreglos con la administración de la reserva para realizar visitas. Hay cuatro rutas «ecoturísticas» a lo largo de la reserva que están abiertas al público, para realizar las visitas se requiere obtener permisos con anticipación y el tamaño y número de los grupos de turistas autorizados es limitado. La oficina principal de la reserva está situada en la pequeña localidad de Lazo.